# 亚伦·库克 (跆拳道运动员)
亚伦·库克（英語：Aaron Cook，1991年1月2日—）生于英国英格兰多塞特郡多切斯特，是一名摩尔多瓦籍男子跆拳道运动员。他曾代表英国参加2008年北京奥运，结果在铜牌赛告负，无缘奖牌。2012年，他在男子80公斤级项目上排名世界第一，尽管如此，英国跆拳道队却选择让卢塔洛·穆罕默德代表国家参加奥运该项目，库克对英国跆拳道队的决定不满，决定向英国奥林匹克协会提起申诉，但最终被拒绝，最后他只得放弃争取奥运参赛权。在无缘2012年伦敦奥运后，库克决定代表英国王权属地之一的马恩岛参加国际比赛。2015年，他决定代表摩尔多瓦参加国际赛事。他的妻子比安卡同样是跆拳道选手，两人于2022年结婚。